# Gustaw Kłucis
Gustaw Kłucis (łot. Gustavs Klucis; ur. 4 stycznia 1895 w Rūjiena, zm. 26 lutego 1938 w Moskwie) – rosyjski malarz i fotograf pochodzenia łotewskiego.

## Życiorys
Od 1919 r. w swej twórczości zaczął stosować założenia suprematyzmu oraz konstruktywizmu. Tworzył wówczas dwu- i trójwymiarowe prace abstrakcyjne. Zasłynął z tworzonych plakatów i fotomontażu, a w 1931 r. był reprezentantem ZSRR na wystawie fotomontażu w Berlinie.
Padł ofiarą represji stalinowskich, zmarł w łagrze. Dopiero wystawa w 1970 r. przypomniała jego twórczość.